# Leszno (comune)
Leszno è un comune rurale polacco del distretto di Varsavia Ovest, nel voivodato della Masovia.
Ricopre una superficie di 125,03 km² e nel 2004 contava 8 567 abitanti.